# Post mortem (film, 1999)
Pour les articles homonymes, voir Post mortem.
Pour plus de détails, voir Fiche technique et Distribution.
Post mortem est un film québécois écrit et réalisé par Louis Bélanger en 1999.

## Synopsis
Accusé de viol, Ghislain est interrogé toute une nuit par des policiers. Solitaire et timide, il refuse d’abord toute collaboration mais il finit par livrer en flash-back, les circonstances impensables dans lesquelles il a rencontré sa supposée victime. En fait, jusqu’à cette terrible nuit, Ghislain vivait en ermite, dans une routine serrée, avec le seul blues pour passion et son travail de nuit… Dans le même temps, on assiste au parcours de Linda qui a pour unique but de partir vivre à la campagne avec sa fille Charlotte. Pour trouver l’argent, elle use de toutes sortes de fraudes : encaisse les chèques de sécurité sociale, dépouille des hommes qu’elle a d’abord séduit, vole des cartes qu’elle revend, jusqu’à sa  rencontre d’un touriste américain qui s’en prend à elle. Deux vies qui n’avaient rien en commun, deux destins qui avaient peu de chance de se croiser avant que l’on apporte à la morgue où travaille Ghislain le cadavre de Linda. Les circonstances troubles dans lesquelles s’opère cette croisée de leurs destinées sont le théâtre d’une bascule dans la vie pour un et dans le désir pour l’autre.

## Fiche technique
- Réalisation : Louis Bélanger
- Scénario : Louis Bélanger
- Production et édition : Lorraine Dufour
- Photographie : Jean-Pierre St-Louis
- Directeur artistique : Colombe Raby
- Musique : Guy Bélanger et Steve Hill
- Pays :  Québec,  Canada
- Distribution : Film Tonic puis Alliance Atlantis Vivafilm
- Budget : 1 000 000 $
- Durée : 92 minutes
- Date de sortie :
  - Québec : 17 septembre 1999

## Distribution
- Gabriel Arcand : Ghislain O'Brien
- Sylvie Moreau : Linda Faucher
- Hélène Loiselle : Mme Faucher
- Sarah Lecomte-Bergeron : Charlotte Faucher
- Ghislain Taschereau : Marc
- Pierre Collin : Lieutenant Bélanger
- Roger Léger : Enquêteur Léger
- Vittorio Rossi : Le touriste américain
- Pierre Legris : Agent d’emploi
- François Papineau : Manu…
- Réal Bossé : Officier de police
- Jean-Guy Bouchard : Officier de police
- Gaston Caron : Ambulancier
- Henri Chassé : Procureur
- Yves Bélanger : Officier de police
- Michèle Juneau : Voisine
- Frank Martel : Gardien de cellule
- Stefan Perreault : Gardien de cellule
- Jean Chouinard : Fred…
- Sylvain Rocheleau : Officier de police
- Marcel Pomerlo : Gardien de sécurité de la morgue
- Donald Gagnon : Témoin
- Fernand Brousseau : Malade
- Allyson Daugherty : Serveuse
- Steve Nave : Détective chef

## Distinctions
- 1999 : Prix du Festival des films du monde de Montréal pour la meilleure mise en scène à Louis Bélanger
- 1999 : Festival des films du monde de Montréal. Prix de la presse internationale : Mention spéciale Louis Bélanger
- 2000 : Prix Jutra pour le meilleur film québécois.
- 2000 : Prix Jutra pour la meilleure réalisation à Louis Bélanger
- 2000 : Prix Jutra pour le meilleur acteur à Gabriel Arcand
- 2000 : Prix Jutra pour le meilleur scénario à  Louis Bélanger
- 2000 : Prix Jutra pour le meilleur montage à Lorraine Dufour
- 2000 : Prix Génie : Prix Claude Jutra pour la direction Louis Bélanger
- 2000 : Prix Génie pour la meilleure actrice à Sylvie Moreau
- 2000 : Prix Génie pour le meilleur scénario à Louis Bélanger